# Josef Rudinger
Josef Rudinger (20. dubna 1924 Jeruzalém – 30. dubna 1975) byl český chemik, biochemik, molekulární biolog a vysokoškolský pedagog.

## Život

### Před druhou světovou válkou
Josef Rudinger se narodil 20. dubna 1924 v Jeruzalémě v rodině Zdeňka a Lisy Rudingerových. Po návratu do Československa v roce 1927 započal studium na reálném gymnáziu v Truhlářské ulici v Praze. Ještě před rokem 1939 vycestoval do Spojeného království, kde středoškolská studia dokončil.

### Druhá světová válka
Josef Rudinger nastoupil k vysokoškolskému studiu, v roce 1942 je ale přerušil a vstoupil do řad Československé armády v zahraničí. Byl přijat do Royal Air Force a po patřičném výcviku zařazen k 311. československé bombardovací peruti jako palubní střelec a radiotelegrafista. Jako její příslušník se účastnil protiponorkových a protilodních hlídkových letů nad oceánem.

### Po druhé světové válce
Po skončení druhé světové války zůstal Josef Rudinger ve Spojeném království a pokračoval ve vysokoškolských studiích na King´s College v Newcastlu upon Tyne. V roce 1947 zde dokončil bakalářské studium, následně se stal postgraduálním studentem v oboru kyslíkatých a dusíkatých heterocyklů pod vedením prof. Georga Rogera Clemy. Aniž studia dokončil vrátil se v roce 1949 do Československa a stal se členem vědeckého týmu profesora Františka Šorma. Jako jeho součást krátce působil v Ústavu technologie látek organických Vysoké školy chemicko-technologického inženýrství Českého vysokého učení technického, následně přešel do Ústředního ústavu chemického při Ústředí vědeckého výzkumu, kde zastával post vedoucího skupiny peptidů. V roce 1951 syntetizoval tripeptid glutathion, se svým týmem poté jako první v Československu vypracoval realizovatelnou syntézu oxytocinu. V roce 1958 v Praze zorganizoval první sympozium o syntéze peptidů. V roce 1964 byl jmenován profesorem na Vysoké škole chemicko-technologické v oboru organické biochemie. V roce 1965 působil jako hostující profesor na Yaleově univerzitě a stal se členem korespondentem Československé akademie věd.

### Po invazi vojsk Varšavské smlouvy do Československa
Po invazi vojsk Varšavské smlouvy do Československa odešel Josef Rudinger podruhé do exilu. Do zahraničí se dostal legálně jako hostující profesor Spolkové vysoké technické školy v Curychu, postupující normalizace jej přivedla k rozhodnutí zůstat ve Švýcarsku trvale. V roce 1970 byl v Ústavu molekulární biologie a biofyziky Spolkové vysoké technické školy v Curychu ustanoven řádným profesorem molekulární biologie, v roce 1973 pak jeho ředitelem. Zemřel 30. dubna 1975 z důvodu závažného onemocnění.

## Rodina
Otec Josefa Rudingera Zdeněk Rudinger se stal po komunistickém převratu v roce 1948 národohospodářem. V padesátých letech byl během komunistických čistek popraven.

## Vyznamenání
- 1956 Státní cena Klementa Gottwalda